# Jacco Macacco

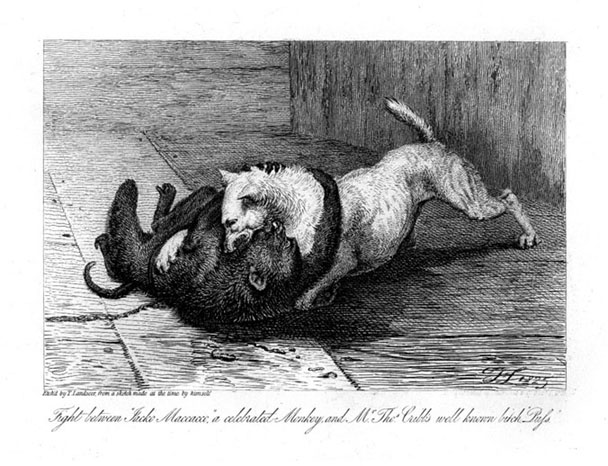
Scontro tra la celebrata scimmia Jacko Maccacco e la nota cagna Puss di proprietà di Mr Tho. Cribbs, schizzo di Thomas Landseer.

Jacco Macacco (anche Jacko Maccacco) fu una scimmia utilizzata per gli spettacoli di monkey-baiting nella Londra del XIX secolo. Vera e propria star del Westminster Pit durante gli Anni '20 dell'800, Jacco era tanto noto alla comunità degli "sportivi" e degli scommettitori (deteneva un suo record di vittorie contro i cani da combattimento) da divenire oggetto di una vera e propria campagna mediatica. Venne espressamente citato dal parlamentare Richard Martin nei suoi discorsi alla Camera dei Lords in favore dei diritti degli animali.

Jacco scomparve dalle scene dopo il combattimento con la cagna Puss, un Bull and Terrier ai tempi altrettanto noto nell'ambiente del baiting, il 13 giugno 1821. Non si sa se la scimmia sia morta per le ferite riportate nello scontro o a causa di una non ben precisata malattia.

## Storia
La maggior parte dei dati relativi alla vita di Jacco vengono forniti dal Pictures of Sporting Life and Character  di Lord William Lennox, edito nel 1860 dalla Hurst and Blackett.

## Aspetto
Non è ad oggi molto chiaro a quale specie di primate appartenesse Jacco. Il suo peso, oscillante tra le 10 e le 12 libbre (4,5-5,4 kg), porta quanto meno a supporre che non si trattasse di un primate particolarmente grosso. Il fatto che venisse chiamato "Macaco" non significa affatto che possa essersi tratto di una macaca. La parola era a quel tempo utilizzata per indicare un po' tutte le scimmie, come diretta derivazione del termine portoghese "macaco" significante appunto "scimmia". Nella sua descrizione, Lennox lo definisce inizialmente come proveniente dall'Africa, salvo poi ritrattare ed asserire che si trattava di un gibbone, cioè una scimmia asiatica. Quest'informazione sarebbe però inaccettabile stando alle raffigurazioni del tempo descriventi Jacco come dotato di coda, cosa questa impossibile per un gibbone che, come tutti gli ominoidi, ne è sprovvisto.